# V. V. Giri
Varahagiri Venkata Giri phát âmⓘ (10 tháng 8 năm 1894 – 24 tháng 6 năm 1980), được biết nhiều với tên V. V. Giri, là Tổng thống Ấn Độ thứ 4 từ 24 tháng 8 năm 1969 đến 24 tháng 8 năm 1974.
Với cương vị Tổng thống, Giri là ứng cử viên duy nhất được bầu cử Tổng thống. Ông được kế nhiệm bởi Fakhruddin Ali Ahmed vào năm 1974. Sau khi kết thúc nhiệm kỳ, Giri trao tặng Bharat Ratna bởi Chính phủ Ấn Độ năm 1975. Giri mất vào 24 tháng 6 năm 1980. Chắt trai của ông V. Giri Shankar là một luật sư của Toà án Tối cao Madras, Chennai.